# Ла Сијерита де Монклова, Ла Сијерита (Топија)
Ла Сијерита де Монклова, Ла Сијерита (шп. La Sierrita de Monclova, La Sierrita) насеље је у Мексику у савезној држави Дуранго у општини Топија. Насеље се налази на надморској висини од 1720 м.

## Становништво
Према подацима из 2005. године у насељу су живела 2 становника.

### Хронологија
| Година       | 2000       | 2005 |
| ------------ | ---------- | ---- |
| Становништво | 12 (5 / 7) | 2    |

### Попис
| # | Индикатор                        | Вредност |
| - | -------------------------------- | -------- |
| 1 | Укупно појединачних домаћинстава | 1        |